# Елисавета Попова
Елисавета (Ека) Райнова Попова (1854 – 1957) е просветна деятелка и общественичка. Тя е най-малката, четвърта дъщеря на карловския възрожденски учител Райно Попович и на Анастасия Гешева. Тя е сестра на Теофан Райнов – виден национален революционер и административен служител след Освобождението и на Мария (Евпраксия) Райнова, която умира на 31 години като монахиня и килийна учителка в Горния метох в Калофер, на Ана П. Божинова и Екатерина Г. Пеева.
Ека Попова учи първоначално в Карлово при Христо Попвасилев, а през 1862 г. заедно с майка си отива във Виена при брат си Теофан и постъпва тук в един от най-реномираните девически пансиони (института „Льофевр“). През 1869 г. завършва образованието си и се връща в Карлово, където същата година участва в създаването на женско дружество „Възпитание“, а по-късно е негова секретарка и подпредседателка (като такава през 1890 г. урежда първата детска забавачница в града). Публикува много статии по женски въпроси във вестниците „Македония“, „Право“ и „Марица“. Омъжва се за калофереца д-р Киро Попов – първият калоферски лекар и пръв помощник на Левски, от когото има син д-р Димитър Киров, който по-късно е дългогодишен председател на Българския лекарски съюз и на Народния комитет „Васил Левски“ в София. През 1877 г. д-р Киро Попов е обесен от турците и през 1878 г. Ека Попова оглавява протеста на карловските вдовици срещу връщането на турците, участници в насилия и грабежи. В бр. 16 от 19.09.1878 г. на в. „Марица“ в пространна дописка тя описва трагичното положение в Карлово през 1877 г. и протестира срещу връщането на карловските турци-насилници. Ека Попова не се омъжва повторно и остава вдовица до края на живота си. След Освобождението е назначена за директор на девическия пансион в Търново, по-късно и на пансионите в София и Варна. Оставя подробни спомени за просветното дело и женското движение в Карлово, а също ценни спомени за Левски, публикувани под заглавието „Един спомен за Васил Левски“ във в. „Зора“ от 5.07.1939 г. Ека Попова умира в края на 1957 г. в София на 104 години.